# Natasha Negovanlis
Natasha Negovanlis (Toronto, 3 de abril de 1990) es una actriz y cantante canadiense, más conocida por su papel principal en la serie web Carmilla.

## Carrera
En 2009 Negovanlis comenzó sus estudios de canto en la Escuela de Música Schulich en la Universidad de McGill, sin embargo y no conforme con la rigidez el mundo de la ópera, también se entrenó como comediante en el Teatro Montréal Improv. Durante su tercer año en la universidad, Negovanlis decidió abandonar sus estudios para dedicarse a su carrera como actriz, y 4 días después fue convocada y seleccionada como parte de un musical profesional. Gracias a este rol fue nominada en BROADWAYWORLD.COM como Mejor Performance Femenina para Rol Destacado. En 2014 Negovanlis actuó en el cortometraje The Way We Are dirigido por Daegun Lee sobre un joven que lucha emocionalmente con la muerte de su padre distanciado. Más tarde ese mismo año, fue seleccionada para el rol principal en la serie web Carmilla basada en la novela escrita por Sheridan Le Fanu en 1871. La adaptación relata la vida de la oscura, misteriosa y rebelde vampiresa Carmilla Karnstein (Negovanlis), quien se presenta como compañera de cuarto de Laura (Elise Bauman) luego de que la nueva compañera de esta desaparece. El 9 de diciembre de 2014 se anunció una segunda temporada de Carmilla pronta a estrenarse en otoño de 2015. Natasha es la líder y vocalista de la banda VANLIS, junto a Max Sandler y actualmente llevan publicados 2 demos en Bandcamp "27" y "Nothing".

## Vida personal
Negovanlis es de origen macedonio, métis e irlandés. Su apellido es de origen griego. Se ha declarado pansexual. Es miembro activo de redes sociales como Instagram, Tumblr y Twitter siendo este último con el que ha llegado a ser reconocida por el sitio web AfterEllen como una de las 20 celebridades más ocurrentes de las redes sociales.

## Filmografía
| Año  | Título                | Papel                             | Notas                                              |
| ---- | --------------------- | --------------------------------- | -------------------------------------------------- |
| 2014 | The Way We Are        | Sophie                            | Cortometraje                                       |
| 2014 | Carmilla              | Carmilla                          | Rol Principal; 36 episodios                        |
| 2014 | Canadian Star         | Ella misma                        | Documental                                         |
| 2015 | Carmilla Temporada 2  | Carmilla                          | Rol Principal; 36 episodios                        |
| 2015 | March Family Letters  | Sallie                            | Serie web; aparece en 2 episodios                  |
| 2015 | Slasher               | Natasha                           | Aparece en un episodio: 1x08                       |
| 2016 | Carmilla Temporada 3  | Carmilla                          | Rol Principal; 36 episodios                        |
| 2016 | Adults Almost Adults  | Cassie                            | Película                                           |
| 2016 | Haunted or Hoax       | Ellia Henderson                   | Serie web; tiene 27 episodios                      |
| 2017 | The Carmilla Movie    | Carmilla                          | Rol Principal; película basada en la serie web     |
| 2017 | Murdoch Mysteries     | Mildred Preston                   | Aparece en un episodio:                            |
| 2017 | Seraphim              | Sarah                             | 2 episodes                                         |
| 2017 | Darken                | Victoria                          | Largometraje; Rol secundario                       |
| 2017 | Haunters: The Musical | Penny                             | Serie Web; rol secundario                          |
| 2017 | Barbelle              | Fantasma de las novias del pasado | Serie web; aparece en un episodio                  |
| 2018 | Freelancers Anonymous | Gayle                             | Largometraje; rol principal                        |
| 2018 | CLAIREvoyant          | Claire                            | Serie web; rol principal; cocreadora; co.escritora |

## Premios/Reconocimientos
| Año  | Premio                 | Categoría                                     | Resultado |
| ---- | ---------------------- | --------------------------------------------- | --------- |
| 2012 | BROADWAYWORLD.COM      | Mejor Performance Femenina en Papel Destacado | Nominada  |
| 2015 | Premios Shorty         | Actriz favorita                               | Nominada  |
| 2015 | Streamy Awards         | Actriz                                        | Nominada  |
| 2017 | Canadian Screen Awards | Fans Choice Award                             | Ganadora  |